# 安庆里 (天津市)
安庆里始建于1939年，当时多为中产阶级租住，位于当时的天津英租界的福发道（Forfar Road）（今和平区岳阳道），目前为一般保护等级历史风貌建筑。

## 建筑风格
安庆里由一幢独立式住宅与两幢联排式住宅形成组团。建筑为二至三层砖木结构楼房，外立面为硫缸砖清水墙，局部为混水饰面。建筑装饰较少，但通过立面错落，使建筑形式富于变化。建筑内部木楼梯、木门窗和五金构件至今仍保存完整。

## 建筑图片

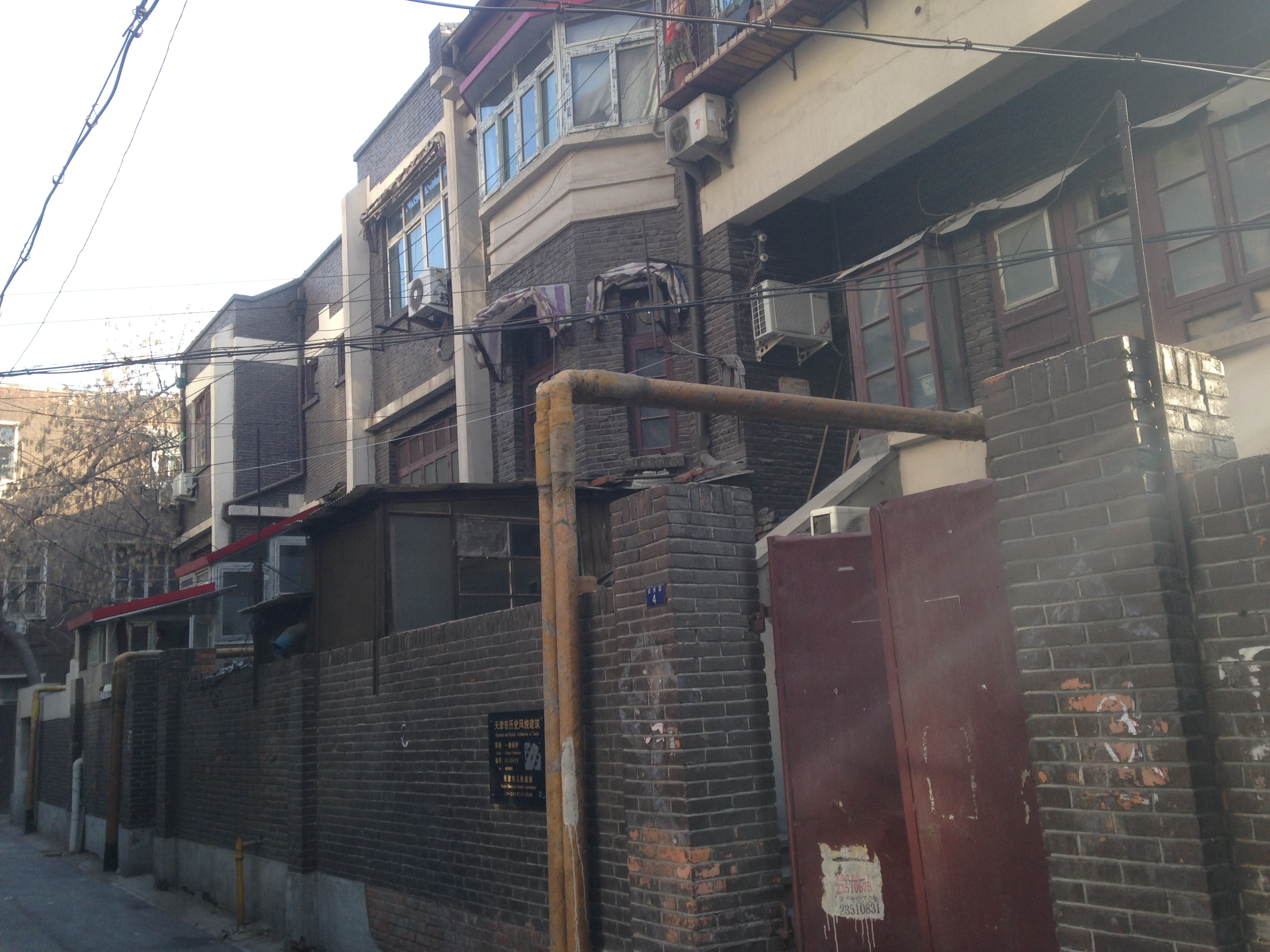
岳阳道安庆里2、3、4号
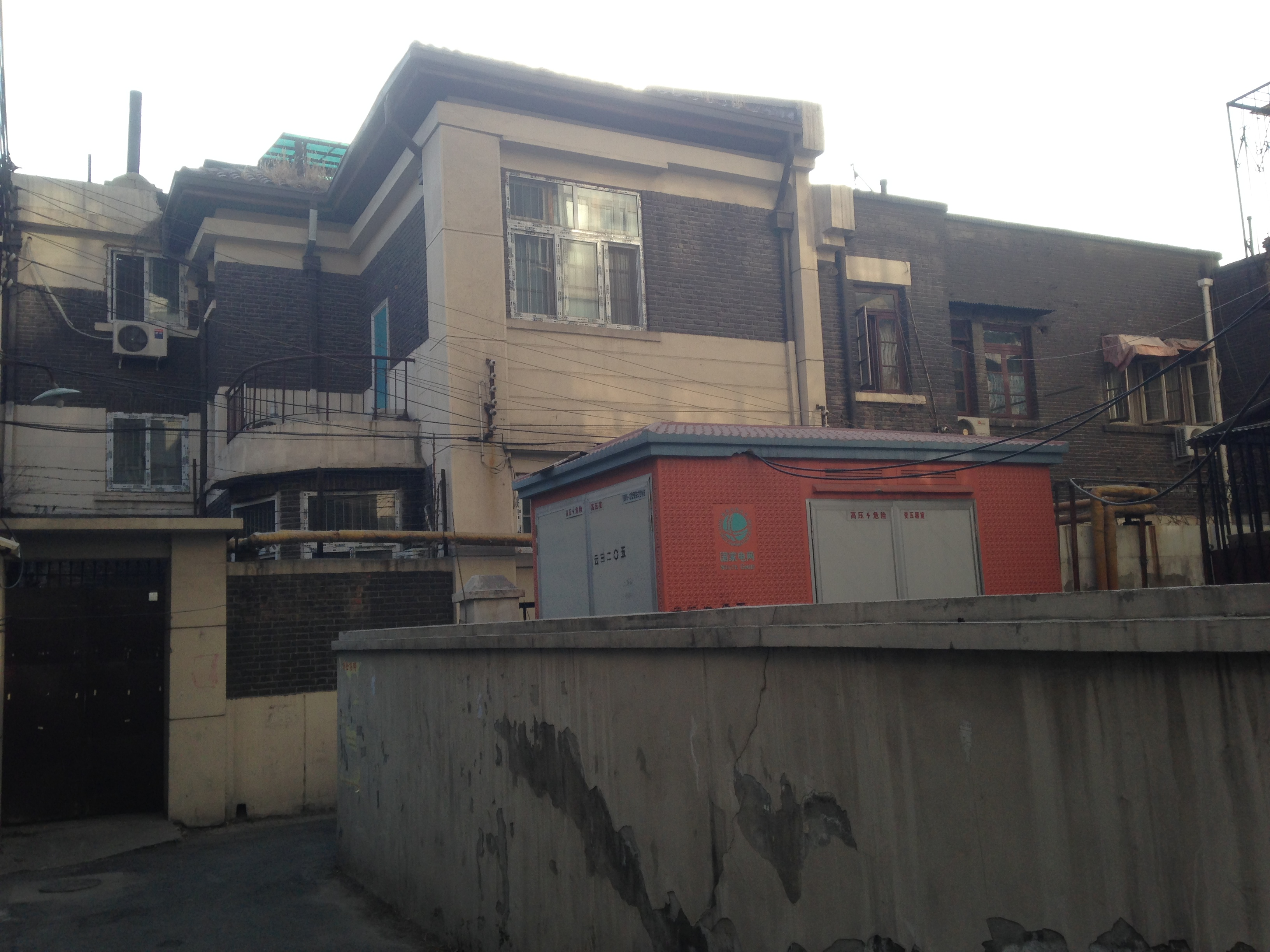
岳阳道安庆里5、6、7、8号